# الغزو الأنغلو-روسي لهولندا
الغزو الأنغلو-روسي لهولندا (أو الحملة الأنغلو-روسية على هولندا أو حملة هيلدر) هي حملة عسكرية استمرت من السابع والعشرين من أغسطس حتى التاسع عشر من نوفمبر عام 1799 خلال حرب التحالف الثاني، وفيها غزت قوة استطلاع من القوات البريطانية والروسية شبه جزيرة شمال هولندا في الجمهورية الباتافية. كان للحملة هدفين استراتيجيين: تحييد الأسطول الباتافي والترويج لثورة أتباع الستاتهاودر السابق فيليم الخامس ضد الحكومة الباتافية. اعترض الغزو قوة صغيرة مشتركة فرنسية-باتافية. تكتيكيًا، نجحت القوات الأنغلو-روسية مبدئيًا، إذ هزمت المدافعين في معارك كالانستوغ وكاربيندام، لكن المعارك اللاحقة لم تأتي كما تشتهي تلك القوات. بعد الهزيمة في كاستيركوم، قرر دوق يورك، القائد الأعلى البريطاني، تراجعًا استراتيجيًا إلى رأس الجسر الأصلي في أقصى شمال شبه الجزيرة. نتيجةً لذلك، عُقدت مفاوضات لتنفيذ اتفاق مع القائد الأعلى للقوات الفرنسية-الباتافية، الجنرال غيوم ماري آن برون، الذي سمح للقوات الأنغلو-روسية بإخلاء رأس الجسر دون إلحاق الضرر بها. ومع ذلك، نجحت الحملة جزئيًا في هدفها الأول، إذ غنمت جزءًا مهمًا من الأسطول الباتافي.

## خلفية تاريخية
في ثمانينيات القرن الثامن عشر، فشل تمرد وطني مناصر للفرنسيين بتأسيس جمهورية ديمقراطية دون آل أوراني-ناساو، عندما استعادت تلك العائلة سُلطتها بعد الغزو البروسي لهولندا عام 1787. كانت الجمهورية الهولندية، المحكومة أيضًا من قبل الأورانيين، عضوًا في التحالف الأول المعارض للجمهورية الفرنسية الثورية عام 1792. في عام 1795، في نهاية حملتهم على الفلاندر، هزمت قوات الستاتهاودر فيليم الخامس الأوراني، وهُزم حلفاؤه البريطانيون والنمساويون من الجيش الفرنسي الغازي بقيادة الجنرال تشارلز بيشغرو، المعزز بعدد من الثوريين الوطنيين الهولنديين تحت قيادة الجنرال هيرمان فيلم دانديلز. أطيح بالجمهورية الهولندية؛ وفر الستاتهولدر من البلاد إلى لندن. وأعلِن قيام الجمهورية الباتافية.
رغم غزو الجمهورية القديمة عام 1795، لم تنته الحرب؛ غيرت هولندا تحالفاتها وشاركت بالكامل في الخراب المستمر، لكن دورها تغير. لم تكن فرنسا بحاجة إلى جيشها بقدر مواردها البحرية، إذ كانت فرنسا نفسها تعاني من نقص. في عام 1796، في ظل التحالف الجديد، بدأ الهولنديون برنامجًا للبناء البحري. مثل تزويد السفن الجديدة بالجنود مشكلة، لأن ضابط سلاح البحرية كان أورانيًا عنيدًا. أوقف الناس، مثل بطل دوجيربانك جان هندريك فان كينسبيرجين، خدماتهم. وبالتالي قاد البحرية الجديدة ضباط مثل جان ويليم دي وينتر، الذين كانوا من اللون السياسي المناسب، لكن خبرتهم كانت محدودة. أدى هذا مباشرةً إلى كوارث الاستسلام في خليج سالدانها عام 1796، ومعركة كامبرداون عام 1797. في كامبرداون، تصرفت البحرية الباتافية بثقة، لكن هذا لم يقلل الخسائر المادية، وكان على الجمهورية أن تبدأ برنامج بنائها البحري من جديد. أدى هذا البرنامج إلى رفع قوة البحرية في باتافيا إلى القوة الكافية التي كان على بريطانيا العظمى أن تقلق بشأن مساهمتها المحتملة في غزو فرنسي مهدد لإنجلترا أو أيرلندا.
حُلّ التحالف الأول عام 1797، لكن بريطانيا عثرت سريعًا على حليف جديد هو الإمبراطور الروسي بافل الأول. حقق الحلفاء الجدد بعض النجاحات في الحرب البرية ضد فرنسا، وخاصةً في الجمهورية الألبية التابعة والجمهورية الهيلفيتية إذ نجحت جيوش التحالف الثاني في دفع الفرنسيين إلى جبهة بعيدة في أوائل عام 1799. كان البريطانيون، وخاصةً رئيس الوزراء ويليام بيت الأصغر حريصين على الحفاظ على هذا الزخم من خلال مهاجمة أطراف أخرى من الإمبراطورية الفرنسية. بدت الجمهورية الباتافية هدفًا مناسبًا لمثل هذا الهجوم، إذ ضغط الأمير الأوراني بقوة هذا الجهد العسكري لإعادته إلى مركزه، وذلك بقيادة العملاء الأورانيين البريطانيين إلى الاعتقاد بأن قبضة فرنسا على جمهورية باتافيا كانت ضعيفة وأن هجومًا حازمًا من قبل البريطانيين على أمستردام سيؤدي إلى انتفاضة ضخمة ضد الفرنسيين. كان الحافز الإضافي هو أن الحملة المشتركة ضد الهولنديين كانت شرطًا للاتفاق مع الروس في 28 ديسمبر 1798. في ذلك الاتفاق، وضع الإمبراطور بافل الأول 45 ألف جندي روسي تحت تصرف التحالف مقابل الدعم البريطاني. فُصلت هذه الاتفاقية في اتفاق بتاريخ 22 يونيو 1799، إذ وعد بافل بتزويد قوة من سبعة عشر كتيبة من المشاة، وسريتين من المدفعية، وسرية واحدة من الرواد (المختصين بالأعمال الهندسية)، وسرب واحد من الخيّالة للبعثة إلى هولندا؛ أي ما مجموعه 17,593 رجل. في المقابل، وعدت بريطانيا بدفع إعانة قدرها 88 ألف جنيه إسترليني، و44 ألف جنيه إسترليني أخرى شهريًا عندما تكون القوات في الميدان. قدمت بريطانيا العظمى بنفسها 13 ألف جندي وتأمين معظم سفن النقل والمرافقة البحرية.

## الحملة

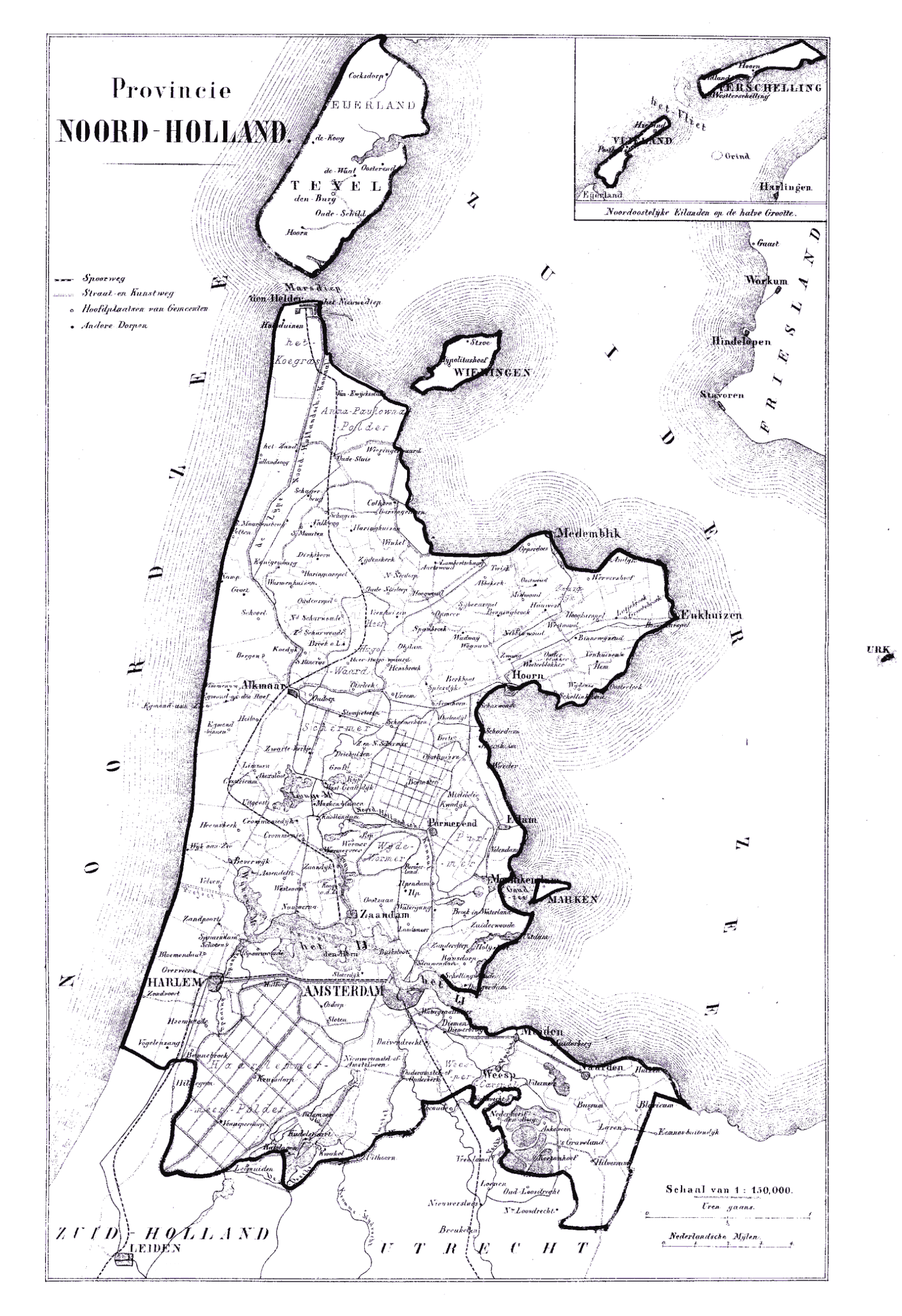
خريطة لشمال هولندا تعود للقرن التاسع عشر

بدايةً، لم يكن هدف الحملة المشتركة التي خُطط لها عسكريًا بحتًا. افترض بيت أن الهولنديين، مثل الإيطاليين والسويسريين، سيدعمون بحماس الغزو ضد الفرنسيين. وفقًا للمؤرخ البريطاني سيمون شاما: «بمجرد إعلان المعيار الأوراني، اعتقد بيت أن الجيش الباتافي سينتقل إلى قوات التحالف حتى آخر رجل، وأن جمهوريته ستنهار تحت الضغط العنيف». في نهاية المطاف، فشلت هذه التوقعات.

### التحضيرات
جُمعت القوات البريطانية في محيط كانتربري تحت قيادة العميد السير رالف أبركرومبي. تألفت القوات في الغالب من المتطوعين من الميليشيات الذين سُمح لها الانضمام إلى أفواج منتظمة. بينما أبحر أسطول نقل بريطاني تحت قيادة الأدميرال هوم ريجز بوبهام إلى ريفال لجمع الوحدة الروسية، تقدم حشد القوات البريطانية بسلاسة. تقرر عدم انتظار عودة بوبهام بل إرسال فرقة تحت إمرة أبركرومبي لإنشاء رأس جسر كان يُؤمل أن تنزل فيه القوات الروسية وقسم ثان تحت إمرة القيادة العليا المعينة للبعثة، دوق يورك.
كان السؤال: أين يمكن أن يحدث هذا الإنزال البرمائي بشكل أفضل؟ نُظر في عدة مواقع على الساحل الهولندي. فضل العديد من الاستراتيجيين إما مصب نهر الميز، أو قرب شيفينينغن، وكلاهما قدم فرصة لنشر القوات المهاجمة بسرعة وتهديد خطوط إمداد جيش الاحتلال الفرنسي في الجمهورية الباتافية. كانت مشكلة هذه المواقع المياه الضحلة الخطرة قبالة الساحل الهولندي، ما جعل من الصعب التنقل في هذه المياه. لم يكن في أقصى شمال شبه جزيرة شمال هولندا ذلك العيب وبالتالي كان يمكن دعم الإنزال فيه من قبل قوة بحرية بريطانية في بحر الشمال. طرح ذلك المكان لمخططي الغزو نفسه، لأن المنطقة لم تكن محصنة بما يكفي؛ كان مقر جزء كبير من الأسطول الهولندي (هدف مهم للبعثة) قريبًا، وكان من الممكن فصله على الأقل، إن كان الهبوط ناجحًا؛ بدا أن التضاريس تَعِد بإمكانية إحراز تقدم سهل على الهدف الاستراتيجي المهم المتمثل بمدينة أمستردام. اختيرت المنطقة الواقعة جنوب دن هيلدر كمكان للإنزال.
لم يخفِ البريطانيون استعداداتهم. ولذلك كانت السلطات في فرنسا وجمهورية باتافيا على علم بها. لم يكن موقع الإنزال المقصود معروفًا لهم، وبالتالي اضطروا إلى نشر قواتهم بشكل ضعيف للحماية من جميع الاحتمالات. تألف الجيش الباتافي في ذلك الوقت من فرقتين (كل منهما حوالي 10 آلاف رجل)، إحداهما بقيادة العميد دايندلز، والأخرى بقيادة العميد جان بابتيست دومونسو. اتخذ هذا الأخير مواقع في فرايزلاند وخرونينغن للحماية من الإنزال من بحر وادن أو توغل من الشرق. وُضع داينديلس بالفعل في الجزء الشمالي من شمال هولندا، ومقره في سخاخن. قُسمت القوات الفرنسية (15 ألف فقط من مجموع 25 ألف جندي الذي دعت إليه معاهدة لاهاي) بين زيلند (نقطة إنزال منطقية أخرى، حيث حدثت في عام 1809 رحلة فالشيرن)، ووسط البلاد، تتراوح بين الساحل ونايميخن. وضع الجيش الفرنسي-الباتافي بأكمله تحت قيادة الجنرال الفرنسي برون.